# Quando l'amore è magia - Serendipity
Quando l'amore è magia - Serendipity (Serendipity) è una commedia romantica statunitense del 2001 diretta da Peter Chelsom, scritta da Marc Klein e interpretata da John Cusack e Kate Beckinsale. Il film ha incassato 77,5 milioni di dollari con un budget di 28 milioni di dollari.
La trama del film è basata sul tema della Serendipità, parola che indica la possibilità di scoprire una cosa non cercata e imprevista mentre se ne sta cercando un'altra.

## Trama
New York, periodo natalizio. Durante una caotica giornata di shopping prefestivo nel reparto accessori di Bloomingdale's, Jonathan Trager incontra Sara Thomas: entrambi vorrebbero comprare lo stesso paio di guanti. I due giovani, provando immediatamente una reciproca attrazione, trascorrono le ore successive chiacchierando nella caffetteria Serendipity e pattinando sul ghiaccio a Central Park. Alla fine della giornata, Jonathan suggerisce a Sara di scambiarsi i numeri telefonici, ma lei rifiuta, proponendo di lasciare che sia il fato a decidere per loro. Se saranno destinati a stare insieme, gli dice, troveranno il modo di rientrare l'uno nella vita dell'altra. Entrambi allora scrivono il proprio nome e numero su un oggetto: lui su una banconota da cinque dollari, lei su una copia de L'amore ai tempi del Colera. Se tutti e due ritroveranno queste cose, ciò avrà voluto dire che il destino era loro favorevole. I due giovani compiono poi un'ulteriore prova prendendo un ascensore diverso al Waldorf Astoria per vedere se si ritroveranno allo stesso piano. Entrambi premono il tasto per il piano numero 23, ma Jonathan ha un contrattempo e giunge troppo tardi all'incontro. Sara se n'è già andata, lasciandogli però uno dei due guanti.
È passato qualche anno, Jonathan sta ultimando i preparativi per il suo matrimonio con Halley, ma ogni volta che passa davanti a una bancarella di libri usati non può fare a meno di cercare la copia del romanzo con scritto sopra il nome e il numero telefonico di Sara; intanto inizia pure a notare delle strane coincidenze nelle quali, in vari modi, viene ripetuto il nome della ragazza. Nel frattempo anche Sara è in procinto di sposarsi con il musicista New Age Lars, sebbene lui sia sempre molto preso dalle sue tournée.
Un giorno Jonathan ritrova uno scontrino nel guanto che ha conservato, e subito corre ai magazzini Bloomingdale's per tentare di risalire all'indirizzo di Sara tramite il numero di transazione del pagamento effettuato con la sua carta di credito. Aiutato da un commesso e dal suo amico Dean, Jonathan rintraccia il palazzo dove Sara abitava allora, e anche l'agenzia immobiliare a cui lei si era rivolta per cambiare casa. Jonathan, però, a questo punto rinuncia a proseguire la sua ricerca, perché ritrovatosi di fronte a un negozio di abiti da sposa interpreta questo fatto come un segno del destino che gli suggerisce di fermarsi e di tornare dalla fidanzata. Jonathan tuttavia continua ad avere la testa altrove, e dopo le prove per il matrimonio, Halley gli regala proprio il libro che lui non aveva mai smesso di cercare. Insieme a Dean, Jonathan prende un volo per San Francisco e corre a casa di Sara, il cui indirizzo è stato rintracciato dall'amico tramite certe sue conoscenze al New York Times. Lei non c'è ma, vedendo attraverso la finestra la sorella che fa l'amore con il suo fidanzato, Jonathan la scambia per la ragazza di cui è innamorato. Amareggiato e sconsolato, il giovane se ne torna a New York.
Sara nel frattempo è arrivata a New York e sta girando per la città con l'amica Eve nel tentativo di trovare Jonathan. Eve incontra casualmente al Waldorf-Astoria Hotel una sua ex compagna di college, la quale altri non è che Halley. Le due amiche vengono invitate al matrimonio, però solo Eve accetta di partecipare. Sara, raggiunta da Lars amareggiato per averla trascurata, decide di troncare la relazione: tutti i segni lanciati dal destino, infatti, le hanno permesso di capire che non è più innamorata di lui tanto da sposarlo. Sara è pronta a tornare a casa, ma sull'aereo vede una persona maneggiare proprio la banconota con l'indirizzo di Jonathan. Così ritorna in città e finalmente arriva a casa di Jonathan; scopre però che lui non c'è perché proprio quel giorno si deve sposare. Sara allora corre disperata al Waldorf Astoria, dove avrà luogo il matrimonio, ma lì le dicono che la cerimonia è stata annullata.
La sera Jonathan se ne sta disteso sulla pista di pattinaggio di tanti anni prima e, mentre fissa il cielo tenendo vicino a sé il guanto, inizia a nevicare. All'improvviso vede scendere in mezzo ai fiocchi un altro guanto uguale al suo; si alza, davanti a lui c'è Sara, arrivata lì nel parco per riprendere la giacca dimenticata su una panchina quello stesso pomeriggio.
Dopo un anno Jonathan e Sara festeggiano il loro anniversario con un brindisi nel reparto accessori di Bloomingdale's, il luogo del loro primo incontro.

## Colonna sonora
- Never A Day - Wood
- Moonlight Kiss - Bap Kennedy
- January Rain - David Gray
- Waiting In Vain - Annie Lennox
- The Distance - Evan and Jaron
- Like Lovers Do - Heather Nova
- When You Know - Shawn Colvin
- Black Eyed Dog - Nick Drake
- Northern Sky - Nick Drake
- Cool Yule - Louis Armstrong
- This Year - Chantal Kreviazuk
- (There's) Always Something There To Remind Me - Brian Whitman
- 83 - John Mayer
- Fast Forward - Alan Silvestri
- Rose Rouge - St. Germain

## DVD
L'edizione in DVD della pellicola, chiamata Quando l'amore è magia - Serendipity, è stata pubblicata il 26 giugno 2002, con le seguenti caratteristiche:
- Audio in Italiano e Inglese (Dolby Digital 5.1)
- Sottotitoli in Italiano e Inglese
- Commento audio del regista
- Photogallery
- Scene eliminate
- Confronto tra storyboard e film
- Trailer cinematografico
- Dietro le quinte
- Diario del regista

### Scene eliminate
Tra i contenuti speciali presenti nel DVD vi è la scena, successivamente eliminata dal film, in cui Sara spiega all'amica, appena giunte all'aeroporto, il perché della sua confusione sul suo amore per Lars. Le parla del quadro Desnudos en la Playa, di Jose Togores, in cui una donna fissa negli occhi un uomo, il quale guarda nel vuoto. Sara si paragona a quell'uomo, chiedendosi se ami veramente Lars.

## Riconoscimenti
- 2002 - Saturn Award
  - Nomination Miglior attrice protagonista a Kate Beckinsale
  - Nomination Miglior attore non protagonista a Jeremy Piven
- 2002 - Young Artist Awards
  - Nomination Miglior film commedia per la famiglia

## Riferimenti alla realtà
- Il film prende il nome da Serendipity 3, un ristorante realmente esistente (nel film i due personaggi principali vi si recano durante il loro primo incontro), tra l'altro il ristorante rimane proprio nella prima traversa su Lexington Avenue dove è presente il magazzino Bloomingdale's, dove i due si incontrano per la prima volta, e a poche centinaia di metri dalla pista del ghiaccio di Central park dove vanno subito dopo a pattinare.
- In realtà però il ristorante Serendipity 3 non si trova sulla 68ª strada, come viene detto nel film, ma sulla sessantesima.
- Jonathan e Sara parlano delle costellazioni guardando il cielo di Manhattan: in realtà, esse sono impossibili da vedere a occhio nudo a New York, a causa dell'inquinamento luminoso.